# Swinefordite
La swinefordite (simbolo IMA: Sfd) è un minerale molto raro del gruppo della smectite appartemente alla famiglia minerale dei "silicati e germanati" con composizione chimica Ca0,2(Li,Al,Mg,Fe)3(Si,Al)4O10(OH,F)2 • n(H2O).

## Etimologia e storia
Il minerale prende il nome da Ada Swineford (1917 - 1993), mineralogista dell'argilla e professoressa di geologia al Western Washington University di Bellingham (Stato di Washington).
Il campione tipo del minerale è conservato presso l'École nationale supérieure des mines de Paris, il dipartimento di geologia della East Carolina University (Greenville, Carolina del Nord), presso l'Università del Delaware (Newark, in Delaware, presso l'Università Harvard (Cambridge, Massachusetts) col numero di catalogo 125477; infine presso il National Museum of Natural History di Washington con i numeri di catalogo 126826, 131848, 144722.

## Classificazione
Nella Sistematica dei lapis (Lapis-Systematik) di Stefan Weiß al minerale è stato assegnato il sistema nº VIII/H.19-60. In questa sistematica ciò corrisponde alla classe dei "silicati stratificati" e alla sottoclasse dei "minerali argillosi, regolarmente stratificati; silicati stratificati simili alla mica con gruppi [Si4O10]4- e strutture correlate; gruppo della montmorillonite". La swinefordite in tale sezione si trova insieme a brinrobertsite, montmorillonite, beidellite, nontronite, volkonskoite e yakhontovite.
La nona edizione della sistematica minerale di Strunz, valida dal 2001 e aggiornata dall'Associazione Mineralogica Internazionale (IMA) fino al 2009, elenca la swinefordite nella classe "9. Silicati (germanati)" e nella sottoclasse "9.E Fillosilicati"; questa è ulteriormente suddivisa in base alla struttura del minerale, in modo che la swinefordite possa essere trovata nella sezione nº 9.EC.45 insieme a ferrosaponite, stevensite, saponite, hectorite, spadaite, sauconite e zincsilite.
Tale classificazione è mantenuta anche nell'edizione successiva, proseguita dal database "mindat.org" e chiamata Classificazione Strunz-mindat, nella quale la swinefordite, oltre ai minerali già citati, si trova anche insieme a hanjiangite.
Anche la sistematica dei minerali secondo Dana, che viene utilizzata principalmente nel mondo anglosassone, classifica la swinefordite nella classe dei "silicati e germanati" e lì nella sottoclasse dei "minerali fillosilicati"; qui è nella sezione "fillosilicati; fogli di anelli a sei elementi" con il sistema nº 71.03.01a.

## Abito cristallino
La swinefordite cristallizza nel sistema monoclino nel gruppo spaziale C2/m (gruppo nº 12) con i parametri reticolari a = 5,2 Å, b = 9,0 Å e c = 13,0 Å; il numero di unità di formula per cella unitaria è sconosciuto.

## Origine e giacitura
La swinefordite viene depositata da acque sotterranee, come rivestimento sulle pareti di zone di frattura e/o fessure, o in sostituzione dello spodumene quando si trova in pegmatiti ricche di litio-stagno, la si trova generalmente associata a spodumene, switzerite, vivianite, quarzo, albite e apatite.
La swinefordite è un minerale molto raro ed è stata trovata in pochissime località: nella città-contea di Altay (nello Xinjiang, in Cina); nella regione di Oromia (Etiopia); a Lörrach (nel Baden-Württemberg, Germania); a Hirono (prefettura di Iwate, Giappone); nelle contee di San Diego (California) e di Cleveland (Carolina del Nord), entrambe negli Stati Uniti.

## Forma in cui si presenta in natura
La swinefordite cambia il suo colore con il trattamento termico: è marrone chiara quando riscaldata a 450 °C, grigio argento quando riscaldata a 650 °C e bianco
quando riscaldata a 900 °C. Il suo colore a temperatura ambiente va dal grigio verdastro chiaro al verde oliva grigiastro, mentre il colore del suo striscio è bianco. La sua lucentezza è terrosa, con opacità lucente quando idratata e più opaca man mano che viene disidratata..